# ابرمبارز خیابانی ۲ توربو اچ‌دی ریمیکس
ابرمبارز خیابانی ۲ توربو اچ‌دی ریمیکس (به انگلیسی: Super Street Fighter II Turbo HD Remix) یک بازی ویدئویی دوبعدی به سبک مبارزه‌ای از مجموعه بازی‌های مبارز خیابانی است که توسط شرکت بکبون انترتینمنت توسعه یافته و بوسیلهٔ کپ‌کام منتشر شده‌است. این بازی در تاریخ ۲۵ نوامبر ۲۰۰۸ عرضه شد.